# Conjiverão
Pronunciação
Conjiverão ou Canchipurão (kāñcipuram; [kaːɲdʑipuɾam]) é uma cidade no estado indiano de Tâmil Nadu, a 72 km da capital estadual, Chenai. A cidade cobre uma área de 11 605 quilômetros quadrados e tinha uma população de 164 265 habitantes em 2001. É a sede administrativa do distrito de Conjiverão. Canchipuram é bem conectada por estradas e linhas ferroviárias. O Aeroporto Internacional de Chenai é o aeroporto doméstico e internacional o mais próximo à cidade, que é ficado situado em Tirusulão, no distrito de Canchipuram.